# D'erlanger
I D'erlanger sono un gruppo musicale rock giapponese, formatasi a Kyoto nel 1983 e ricostituitasi nel 2007 dopo una rottura nel 1990. Il gruppo ha avuto un ruolo importante nella formazione del genere visual kei.

## Storia

### Anni ottanta: nascita e scioglimento
Il gruppo si costituisce nel dicembre 1983 da Ichiro Takigawa (Cipher) e Tomohiro Nakaoalla (Seela). A completare il gruppo c'erano Kaoru Miyahira e il batterista Tadashi Uno (Shi-Do), provenienti dallo stesso liceo. Si esibiscono per la prima volta nel maggio 1984 presso la Osaka Bourbon House, quando Cipher aveva quindici anni. Nell'agosto 1984, Kaoru lascia la band e viene sostituito da Yoshifumi Fukui (Dizzy).
Nel 1985 pubblicano tre demo, Tonight, The Birth of Splendid Beast!! e Blue. Il 26 ottobre 1986 sono hanno partecipato ad un evento al Rokumeikan di Meguro, chiamato "The New Power Metal Audition", organizzato dalla Mandrake Root Records per celebrare il primo anniversario dell'etichetta. D'Erlanger vince il concorso e pubblicano il loro singolo Girl il 20 febbraio 1987. Il 22 febbraio pubblicano gratuitamente un'altra demo contenente solo la canzone Sadistic Emotion.
Il 1º agosto 1987, i D'erlanger hanno tenuto il loro primo concerto a Meguro. In seguito, Shi-Do lascia la band, sostituito da Tetsu Kikuchi nel mese di ottobre. Dizzy poi abbandona nel giugno 1988. Il 1º luglio dello stesso anno, Kyo diventa il nuovo vocalist della band.
Dopo la prima esibizione con Kyo del 22 luglio, il gruppo intraprende il  "Sadistical Punk Tour" del 1989, pubblicando il 10 febbraio il loro primo album, La Vie en rose, venduto tramite prenotazione e ripubblicato undici giorni dopo. In seguito intraprendono l'"Incarnation of Eroticism Tour".
Nel 1990 firmano un contratto con l'etichetta Ariola Japan, all'epoca dipendente della BMG. Durante l'"Ai to Shi to Koh-Kotsu Tour", pubblicano il singolo, Darlin del 24 gennaio, mentre il 7 marzo esce il loro secondo album, Basilisk. Al "Moon e il Tour Memories", conclusosi il 31 ottobre a Osaka, pubblicano il singolo Lullaby -1990 -.
Il 24 dicembre i D'erlanger annunciano lo scioglimento del gruppo. Il 6 marzo 1991 pubblicano video e due album live dal titolo Moon and the Memories... the Eternities Last Live.
Il 21 aprile 1995 vengono ripubblicati i loro due album in studio.

### 2007: il nuovo gruppo
Il 14 marzo 2007 i D'erlanger ritornano in scena pubblicando Pandora, una compilation delle loro canzoni, e Lazzaro, il terzo nuovo album. Un anno dopo, il 19 marzo 2008, pubblicano il singolo Zakuro, che comprende una versione nuova di Telephon, originariamente sulla demo Blue, rinominato Love Anymore. Il 30 aprile esce il loro quarto album, The Price of Being a Rose is Loneliness.
Il 25 luglio si sono esibiti a Taipei, prima esibizione all'estero, e al "V-Rock Festival '09" il 24 ottobre 2009. Il festival è stato trasmesso in diretta in tutto il mondo sul sito ufficiale. Hanno anche tenuto un concerto nella Corea del Sud il 30 ottobre.
L'11 novembre 2009 la band ha pubblicato il suo quinto album, D'erlanger.
I D'erlanger annunciano un nuovo album intitolato A Fabulous Thing in Rose il 29 settembre 2010, contenente undici tracce che comprendono cover di brani dei loro primi due album in studio, una versione inglese di La Vie en rose, più la nuova canzone Everything is Nothing, scritto negli anni ottanta e la versione strumentale di Adameve.
Il 13 dicembre annunciano sul loro sito ufficiale un'esibizione a Mosca (il primo in Europa), previsto il 30 aprile 2011, ma a causa del terremoto del Tōhoku del 2011, la band ha deciso di rinviare il concerto.

## Formazione

### Formazione attuale
- Hiroshi "Kyo" Isono (磯野 宏?, Isono Hiroshi) – voce (1988-1990, 2007-)
- Ichiro "Cipher" Takigawa (瀧川 一郎?, Takigawa Ichirō) – chitarra (1983-1990, 2007-)
- Tomohiro "Seela" Nakao (中尾 朋宏?, Nakao Tomohiro) – basso (1983-1990, 2007-)
- Tetsu Kikuchi (菊地 哲?, Kikuchi Tetsu) – batteria (1987-1990, 2007-)

### Ex componenti
- Kaoru Miyahira (宮平 薫?, Miyahara Kaoru) – voce (1983-1984)
- Tadashi "Shi-Do" Uno (宇野 忠?, Uno Tadashi) – batteria (1983-1987)
- Yoshifumi "Dizzy" Fukui (福井 祥史?, Fukui Yoshifumi) – voce (1984-1988)

## Discografia

### Album in studio
- 1989 – La Vie en rose (Danger Crue)
- 1990 – Basilisk (BMG)
- 2007 – Lazzaro (Cutting Edge)
- 2008 – The Price of Being a Rose is Loneliness (Cutting Edge)
- 2009 – D'erlanger (Cutting Edge)

### Album live
- 1991 – Moon and the Memories... the Eternities Last Live 1
- 1991 – Moon and the Memories... the Eternities Last Live 2
- 2011 – Deep Inside of You

### Raccolte
- 2007 – Pandora
- 2010 – A Fabulous Thing in Rose

### Demo
- 1984 – Tonight
- 1985 – The Birth of Splendid Beast!!
- 1985 – Blue
- 1987 – Sadistic Emotion